# Per Nordgren

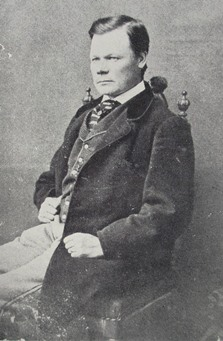
Per Nordgren.

Per Nordgren, född 26 september 1823 i Norrala socken, Gävleborgs län, död 1 april 1901 i Söderhamn, var en svensk skräddare. Han var far till Gabriel Nordgren.
Nordgren var sedan 1846 verksam som skräddarmästare i Söderhamn. Han utgav ett par av Skandinaviens första modetidningar, Parisiska moder för herrar och damer. Tidning för skräddare och klädessömmerskor (1852) och Skandinavisk modetidning för herrar skräddare (1862–1863) Han var medlem av Dresdner Schneider-Akademie, vilken även förlänade honom professorstiteln i yrket. Han var ordförande i Söderhamns hantverkssocietet 1865 och i Söderhamns Fabriks- och Hantverksförening 1864–1865. År 1897 övertogs rörelsen av sonen.